# Исчезнувшие сёла (Советский район)

## Сёла, включённые в состав других населённых пунктов
За обозримый период на территории района документально подтверждено объединение 4 сёл.
| Сёла, включённые в состав других населённых пунктов | Сёла, включённые в состав других населённых пунктов | Сёла, включённые в состав других населённых пунктов | Сёла, включённые в состав других населённых пунктов | Сёла, включённые в состав других населённых пунктов |
| Село                                                | К кому присоединено                                 | Старое название                                     | Годы включения                                      |                                                     |
| --------------------------------------------------- | --------------------------------------------------- | --------------------------------------------------- | --------------------------------------------------- | --------------------------------------------------- |
| Карабай-Вальц                                       | Речное                                              | —                                                   | 18 мая 1948 года                                    |                                                     |
| Карабай-Ивановка                                    | Речное                                              | —                                                   | 18 мая 1948 года                                    |                                                     |
| Осиповка                                            | Георгиевка                                          | —                                                   | с 1960 по 1968 год                                  |                                                     |
| Петропавловка                                       | Марково                                             | —                                                   | с 1960 по 1968 год                                  |                                                     |
| Семёново                                            | Варваровка                                          | Кир-Ички                                            | с 1954 по 1968 год                                  |                                                     |
| Суворово                                            | Советский                                           | Окречь                                              | с 1968 по 1977 год                                  |                                                     |

- Заречье — упоминается в «Справочнике административно-территориального деления Крымской области на 15 июня 1960 года», как село в составе Ильичёвского сельского совета[1], к 1968 году присоединено к Восточному[2].

## Сёла, исчезнувшие до 1926 года
| Алач                | 45°23′50″ с. ш. 34°49′15″ в. д. | с 1817 по 1842 год |
| Баяут               | 45°29′20″ с. ш. 35°01′00″ в. д. | с 1817 по 1842 год |
| Келечи              | 45°25′35″ с. ш. 34°54′55″ в. д. | с 1892 по 1900 год |
| Кильсе-Мечеть       | 45°13′05″ с. ш. 34°41′40″ в. д. | с 1892 по 1900 год |
| Кырк                | 45°28′15″ с. ш. 34°58′55″ в. д. | с 1915 по 1926 год |
| Пранча              | 45°23′10″ с. ш. 34°51′33″ в. д. | с 1829 по 1842 год |
| Собак-Баур-Сеит-Эли | 45°10′00″ с. ш. 34°53′35″ в. д. | с 1829 по 1842 год |
| Чикиль              | 45°19′25″ с. ш. 35°00′40″ в. д. | с 1892 по 1900 год |
| Эскикой             | 45°12′35″ с. ш. 34°41′40″ в. д. | с 1876 по 1887 год |
| Яникой              | 45°14′05″ с. ш. 34°41′40″ в. д. | с 1865 по 1892 год |

Перечисленные ниже сёла встречаются лишь в одном-двух исторических документах и сведений о них не достаточно для создания полноценной статьи.
- Байрач — 45°25′20″ с. ш. 34°57′40″ в. д.HGЯO — располагался примерно в 2,5 километрах юго-восточнее современного села Некрасовка, встречается в Камеральном Описании Крыма… 1784 года, как Бойрач Кучук Карасовского кадылыка Карасьбазарскаго каймаканства[3] и на карте 1817 года[4] как пустующая.
- Бешаран-Шибан — 45°31′40″ с. ш. 35°03′15″ в. д.HGЯO — Располагался примерно в 4,5 километрах к северу от современного села Дмитровка, встречается в Камеральном Описании Крыма… 1784 года, как вовсе разорённая Карасьбазарскаго каймаканства[3] и на картах 1836[5] и 1842 года, как развалины Бешаран Шебан[6].
- Бешкуртка-Сарона — упоминается в «…Памятной книжке Таврической губернии на 1892 год» как деревня Аблешского сельского общества Шейих-Монахской волости с 37 жителями в 5 домохозяйствах[7]. После земской реформы 1890-х годов приписали к Андреевской волости, по «…Памятной книжке Таврической губернии на 1900 год» в деревне Сарон-Бешкуртка, входившей в Бешкуртка-Ивановское сельское общество, числилось 68 жителей в 5 дворах[8].
- Буйтень — 45°24′10″ с. ш. 34°53′05″ в. д.HGЯO — располагался примерно в 1,5 километрах к западу от современного села Октябрьское[9]; встречается только на карте 1817 года как деревня с 16 дворами.
- Буйтень-Киргиз — встречается только в «…Памятной книжке Таврической губернии на 1892 год», согласно которой в не входившей ни в одно сельское общество деревне Шейих-Монахской волости было 58 жителей, у которых домохозяйств не числилось[7].
- Кокче — 45°17′25″ с. ш. 34°54′30″ в. д.HGЯO — располагался примерно в полукилометре южнее современного села Коломенское, встречается только на карте 1817 года, где обозначено как пустующее[10].
- Новый Бесит — упоминается в «Памятной книге Таврической губернии 1889 года» как деревня Шейих-Монахской волости с 7 дворами и 31 жителем[11].
- Ореникой — 45°17′50″ с. ш. 34°56′20″ в. д.HGЯO — располагался примерно у восточной окраины современного села Коломенское, встречается только на карте 1817 года, где обозначено как пустующее[12].
- Саргиз — упоминается в «Памятной книге Таврической губернии 1889 года» как деревня Цюрихтальской волости с 18 дворами и 107 жителями[11].
- Сасык-Койчу — 45°32′05″ с. ш. 35°02′55″ в. д.HGЯO — располагался примерно в 5,5 километрах к северу от современного села Дмитровка. Встречается в Камеральном Описании Крыма… 1784 года, как Сагырджи Кучук Карасовского кадылыка Карасьбазарскаго каймаканства[3] и на картах 1836[5] и 1842 года как развалины[13].
- Старый-Керлеут — хутор, встречается только в Статистическом справочнике Таврической губернии. Ч.II-я. Статистический очерк, выпуск пятый Феодосийский уезд, 1915 год, согласно которому на хуторе Старый-Керлеут Андреевской волости Феодосийского уезда числилось 2 двора с русским населением в количестве 22 человек приписных жителей и 2 — «посторонних»[1]
- Тамак — 45°21′15″ с. ш. 35°01′05″ в. д.HGЯO — располагался на месте села Присивашное[14]. На карте 1836 года в деревне 5 дворов[15], на карте 1842 года обозначен условным знаком «малая деревня», то есть, менее 5 дворов, ещё подписан на карте 1865 года[14], а на карте с корректурой 1876 года уже безымянный хутор[16].
- Темиргу — 45°25′15″ с. ш. 34°59′25″ в. д.HGЯO — располагался примерно в 1 километре южнее современного села Некрасовка, встречается только на карте 1817 года[17] как пустующая.
- Туркмен — 45°30′50″ с. ш. 35°03′40″ в. д.HGЯO — располагался примерно в 3 километрах к северу от современного села Дмитровка, встречается только на картах 1836[5] и 1842 года, как развалины[18].
- Черкез-Тоба — хутор, встречается только в Статистическом справочнике Таврической губернии. Ч.II-я. Статистический очерк, выпуск пятый Феодосийский уезд, 1915 год, согласно которому на хуторе Андреевской волости Феодосийского уезда числилось 3 двора с немецким населением в количестве 30 человек приписных жителей[1].

## Сёла, исчезнувшие с 1926 по 1948 год
В данном списке представлены сёла, фигурирующие в «Списке населённых пунктов Крымской АССР по Всесоюзной переписи 17 декабря 1926 г» и не встречающиеся в послевоенных документах. Подавляющее большинство этих сёл были уничтожены немецкими оккупантами в 1941-44 годах, либо опустели и были заброшены в результате депортации из Крыма крымских татар, армян, болгар, греков и немцев.
| Ишунь Немецкий  | 45°08′45″ с. ш. 34°54′45″ в. д. | с 1926 по 1948 год |
| Кара-Кую        | 45°10′40″ с. ш. 34°53′15″ в. д. | с 1926 по 1948 год |
| Ново-Васильевка | 45°29′00″ с. ш. 34°57′10″ в. д. | с 1926 по 1942 год |
| Муллакой        | 45°23′30″ с. ш. 34°52′00″ в. д. | с 1926 по 1948 год |

Перечисленные ниже сёла встречаются лишь в одном-двух исторических документах и сведений о них не достаточно для создания полноценной статьи.
- Аблеш — 45°15′35″ с. ш. 34°43′05″ в. д.HGЯO — располагалась примерно в 2 километрах севернее современного села Пруды[19]. Встречается в Списке населённых пунктов Крымской АССР по Всесоюзной переписи 17 декабря 1926 года, согласно которому на хуторе Аблеш Саурчинского сельсовета числился 1 двор, 5 жителей, все русские[20].
- Аркадия — 45°19′35″ с. ш. 34°44′40″ в. д.HGЯO — располагалась примерно в 4,5 километрах западнее современного села Заветное[21]. Встречается в Списке населённых пунктов Крымской АССР по Всесоюзной переписи 17 декабря 1926 года, согласно которому на хуторе Аркадия Саурчинского сельсовета числилось 2 двора, все крестьянские, население составляло 21 человек, все немцы[20].
- Армяновка — 45°11′45″ с. ш. 34°54′20″ в. д.HGЯO — располагалась примерно в 3,5 километрах к западу от современного села Красногвардейское, встречается на картах 1924[22] и 1936 года[23].
- Бай-поле (также Бой-поле) — 45°18′05″ с. ш. 34°56′25″ в. д.HGЯO — располагалось на левом берегу реки Восточный Булганак, примерно в 1 километре к юго-западу от современного села Краснофлотское, встречается в Списке населённых пунктов Крымской АССР по Всесоюзной переписи 17 декабря 1926 года, согласно которому в селе Бай-Поле, Ичкинского сельсовета Феодосийского района, числилось 5 дворов, все крестьянские, население составляло 28 человек, все белорусы[20] и на карте 1936 года[24].
- Борисовка (артель Труд) — 45°14′50″ с. ш. 34°50′05″ в. д.HGЯO — располагалась примерно в 3,5 километрах восточнее современного села Привольное[25]. Встречается в Списке населённых пунктов Крымской АССР по Всесоюзной переписи 17 декабря 1926 года, согласно которому в артели Борисовка (Труд) Саурчинского сельсовета числилось 9 дворов, все крестьянские, население составляло 28 человек из них 17 русских, 4 немца, 2 чеха, 5 записаны в графе «прочие»[20].
- Еленовка (Еленовка (немецкая)) — 45°15′15″ с. ш. 35°00′55″ в. д.HGЯO — располагалась на левом берегу реки Мокрый Индол, примерно в 0,5 километра к западу от современного села Шахтино[26]. Встречается в Списке населённых пунктов Крымской АССР по Всесоюзной переписи 17 декабря 1926 года, согласно которому в селе Еленовка (немецкая), Ак-Кобекского сельсовета Феодосийского района, числилось 10 дворов, все крестьянские, население составляло 61 человек, из них 33 русских и 28 немцев[20] и на карте 1941 года.
- Еленовка (также Ново-Еленовка) — 45°17′00″ с. ш. 34°57′10″ в. д.HGЯO — располагалась примерно в 1,5 километрах к востоку от современного села Коломенское. Встречается в Списке населённых пунктов Крымской АССР по Всесоюзной переписи 17 декабря 1926 года, согласно которому в селе Ново-Еленовка, Ичкинского сельсовета Феодосийского района, числилось 10 дворов, все крестьянские, население составляло 46 человек, из них 42 болгарина и 4 русских[20] и на карте 1942 года[27].
- Зелёный I — 45°19′25″ с. ш. 34°44′15″ в. д.HGЯO — располагался примерно в 5,5 километрах западнее современного села Заветное[28]. Встречается в Списке населённых пунктов Крымской АССР по Всесоюзной переписи 17 декабря 1926 года, согласно которому на хуторе Зелёный I Саурчинского сельсовета числилось 3 двора, все крестьянские, население составляло 6 человек, все русские[20].
- Зелёный II — 45°16′25″ с. ш. 34°39′50″ в. д.HGЯO — располагался примерно в 3,5 километрах северо-восточнее современного села Пруды[29]. Встречается в Списке населённых пунктов Крымской АССР по Всесоюзной переписи 17 декабря 1926 года, согласно которому на хуторе Зелёный II Саурчинского сельсовета числилось 6 дворов, все крестьянские, население составляло 40 человек, 5 немцев и 1 русский[20].
- Ички — встречается только в Списке населённых пунктов Крымской АССР по Всесоюзной переписи 17 декабря 1926 года, согласно которому в посёлке Ички Цюрихтальской волости Феодосийского уезда числилось 29 дворов со смешанным населением в количестве 47 человек приписных жителей и 197 «посторонних»[1]. Имел ли отношение к будущему пгт Советский пока не установлено.
- Калиновка — 45°15′25″ с. ш. 34°50′30″ в. д.HGЯO — располагалась примерно в 3,5 километрах юго-западнее современного села Новый Мир[30]. Встречается в Списке населённых пунктов Крымской АССР по Всесоюзной переписи 17 декабря 1926 года, согласно которому в селе Калиновка Саурчинского сельсовета числилось 15 дворов, все крестьянские, население составляло 79 человек, 50 русских, 28 немцев и 1 болгарин[20].
- Камышлы — 45°20′40″ с. ш. 34°46′20″ в. д.HGЯO — располагался примерно в 2,5 километрах северо-западнее современного села Заветное[31]. Встречается в Списке населённых пунктов Крымской АССР по Всесоюзной переписи 17 декабря 1926 года, согласно которому на хуторе Камышлы Саурчинского сельсовета числилось 2 двора, население составляло 12 человек, все русские[20].
- Кирова (ранее, на 1936 год Зиновьевка[32]) — 45°13′25″ с. ш. 35°00′35″ в. д.HGЯO — располагалось в районе ул. Заречная современного села Восточное, встречается на карте генштаба РККА 1941 года[33] (возможно, впоследствии село Заречье).
- Марьяновка — встречается только в Списке населённых пунктов Крымской АССР по Всесоюзной переписи 17 декабря 1926 года, согласно которому на хуторе Марьяновка Саурчинского сельсовета числилось 3 двора, население составляло 11 человек, все русские[20].
- Ново-Константиновка 45°15′45″ с. ш. 35°04′35″ в. д.HGЯO — располагалась примерно в 1,5 километрах севернее современного села Ильичёво[34]. Встречается в Списке населённых пунктов Крымской АССР по Всесоюзной переписи 17 декабря 1926 года, согласно которому в селе Ново-Константиновка Ак-Кобекского сельсовета Феодосийского района, числилось 5 дворов, все крестьянские, население составляло 17 человек, из них 10 русских и 7 армян[20] и на километровой карте Генштаба Красной армии 1941 года.
- Ново-Сергеевка 45°16′10″ с. ш. 35°01′05″ в. д.HGЯO — располагалась на левом берегу реки Мокрый Индол, примерно в 1,5 километрах севернее современного села Шахтино, упоминается в Списке населённых пунктов Крымской АССР по Всесоюзной переписи 17 декабря 1926 года, согласно которому на хуторе Ново-Сергеевка, Ак-Кобекского сельсовета Феодосийского района, числилось 2 двора, население составляло 9 человек[20]. На карте 1936 года уже фигурирует название Сергеевка[35], в дальнейшем не встречается.
- Стамболи — встречается только в Списке населённых пунктов Крымской АССР по Всесоюзной переписи 17 декабря 1926 года, согласно которому на хуторе Стамболи Ичкинского сельсовета Феодосийского района, числилось 3 двора, все некрестьянские, население составляло 15 человек, 13 русских и 2 украинцев[20].
- Учкую-Карагач — 45°13′40″ с. ш. 35°01′00″ в. д.HGЯO — располагался на правом берегу реки Мокрый Индол, примерно в 1 километре к северу от современного села Восточное[36]. Упоминается в Списке населённых пунктов Крымской АССР по Всесоюзной переписи 17 декабря 1926 года, в селе Учкую-Карагач, Ак-Кобекского сельсовета Феодосийского района, числилось 5 дворов, все крестьянские, население составляло 25 человек, все русские[20] и на двухкилометровке РККА 1942 года[37].

## Сёла, исчезнувшие после 1948 года
Сёла, исчезнувшие в этот период, стали жертвами проводившийся с конца 1950-х годов политики по укрупнению хозяйств и ликвидации «неперспективных» населённых пунктов с переселением их жителей в другие населённые пункты.
| Сёла, исчезнувшие после 1948 года | Сёла, исчезнувшие после 1948 года | Сёла, исчезнувшие после 1948 года | Сёла, исчезнувшие после 1948 года | Сёла, исчезнувшие после 1948 года |
| Село                              | Координаты                        | Старое название                   | Местоположение (сельсовет)        | Годы упразднения                  |
| --------------------------------- | --------------------------------- | --------------------------------- | --------------------------------- | --------------------------------- |
| Александровка                     | 45°12′50″ с. ш. 35°03′20″ в. д.   | —                                 | Ильичёвский сельсовет             | с 1954 по 1960 год                |
| Алексеевка                        | 45°22′55″ с. ш. 34°55′55″ в. д.   | Ново-Алексеевка                   | —                                 | с 1960 по 1968 год                |
| Барсово                           | 45°29′40″ с. ш. 34°57′25″ в. д.   | до 1948 года Борасановка          | Некрасовский сельсовет            | 28 ноября 2012 года               |
| Белостадное                       | 45°31′50″ с. ш. 35°03′45″ в. д.   | до 1948 года Белый Кош            | Некрасовский сельсовет            | с 1968 по 1977 год                |
| Васильевка                        | 45°15′40″ с. ш. 35°00′45″ в. д.   | —                                 | Ильичёвский сельсовет             | с 1960 по 1968 год                |
| Владимировка                      | 45°19′45″ с. ш. 34°46′40″ в. д.   | —                                 | Ильичёвский сельсовет             | с 1960 по 1968 год                |
| Власовка                          | 45°16′40″ с. ш. 34°49′45″ в. д.   | до 1948 года Каранки              | Заветненский сельсовет            | 16 сентября 1986 года             |
| Глубинное                         | 45°16′40″ с. ш. 34°45′45″ в. д.   | до 1948 года Казанпир             | Заветненский сельсовет            | с 1960 по 1968 год                |
| Григорьевка                       | 45°16′30″ с. ш. 34°44′10″ в. д.   | Григоровка                        | Чапаевский сельсовет              | с 1954 по 1960 год                |
| Ермолаевка                        | 45°25′15″ с. ш. 34°56′50″ в. д.   | до 1948 года Бесит                | Некрасовский                      | с 1960 по 1968 год                |
| Лазаревка                         | 45°13′10″ с. ш. 34°54′45″ в. д.   | до 1948 года Менгермен Русский    | Красногвардейский сельсовет       | 22 сентября 2006 года             |
| Лиманка                           | 45°19′35″ с. ш. 35°07′10″ в. д.   | до 1948 года Тохтаба              | Урожайновский сельсовет           | с 1977 по 1985 год                |
| Лихово                            | 45°15′20″ с. ш. 34°42′55″ в. д.   | до 1948 года Аблеш Татарский      | Прудовской сельсовет              | с 1954 по 1960 год                |
| Люблино                           | 45°24′40″ с. ш. 34°53′00″ в. д.   | до 1948 года Кельдияр             | Некрасовский                      | с 1954 по 1960 год                |
| Марьевка                          | 45°20′55″ с. ш. 34°54′40″ в. д.   | до 1948 года Мушай Русский        | Советский поссовет                | с 1954 по 1960 год                |
| Невское                           | 45°15′25″ с. ш. 35°02′20″ в. д.   | до 1948 года Карловка             | Ильичёвский сельсовет             | с 1954 по 1960 год                |
| Обуховка                          | 45°13′25″ с. ш. 35°04′15″ в. д.   | до 1948 года Наримановка          | Ильичёвский сельсовет             | с 1954 по 1960 год                |
| Семенное                          | 45°20′40″ с. ш. 34°54′30″ в. д.   | до 1948 года Мушай                | Советский поссовет                | с 1954 по 1960 год                |
| Феодосийское                      | 45°18′00″ с. ш. 35°00′10″ в. д.   | до 1948 года Ново-Ахтырка         | Краснофлотский сельсовет          | с 1968 по 1977 год                |
| Шаровка                           | 45°27′15″ с. ш. 34°58′35″ в. д.   | до 1948 года Беш-Ходжа            | Некрасовский                      | с 1968 по 1977 год                |

### Малоупоминаемые селения
Перечисленные ниже сёла встречаются лишь в одном-двух исторических документах и сведений о них не достаточно для создания полноценной статьи.
- Заозёрное — 45°20′10″ с. ш. 34°53′45″ в. д.HGЯO — располагалось примерно в 1 километре к юго-западу от райцентра[38]. Упоминается в указе от 18 мая 1948 года, которым безымянный населённый пункт западнее села Советское переименовали в Заозерное[39]. Ликвидирована с 1954 по 1960 год, поскольку в «Справочнике административно-территориального деления Крымской области на 15 июня 1960 года» селение уже не значилось[40] (согласно справочнику «Крымская область. Административно-территориальное деление на 1 января 1968 года» — в период с 1954 по 1968 год как село Советского поссовета[2]).
- Новомихайловка — 45°33′10″ с. ш. 35°02′00″ в. д.HGЯO — располагалась примерно в 1,5 километрах к северу от современного села Дмитровка. Обозначено на картах Генштаба Красной армии 1941[41] и 1942 года[42]. Ликвидировано с 1954 по 1960 год, поскольку в «Справочнике административно-территориального деления Крымской области на 15 июня 1960 года» селение уже не значилось[40] (согласно справочнику «Крымская область. Административно-территориальное деление на 1 января 1968 года» — в период с 1954 по 1968 год, как посёлок Некрасовского сельсовета[2]).
- Первомаевка — 45°18′30″ с. ш. 34°46′12″ в. д.HGЯO — располагалась примерно в 6,5 километрах к северу от современного села Пчельники. Впервые встречается, как Первое Мая, на карте 1936 года[43], также Первое Мая на карте Генштаба 1941 года[44]; на двухкилометровке РККА 1942 года, как Первомаевка[45]. Далее не встречается.
- Старая Некрасовка (до 1948 года Некрасовка) — 45°25′25″ с. ш. 34°52′00″ в. д.HGЯO — располагалась примерно в 4,5 километрах к северо-западу от современного села Октябрьское. Впервые встречается на двухкилометровке РККА 1942 года[46]. Указом Президиума Верховного Совета РСФСР от 18 мая 1948 года, Некрасовка Октябрьского сельского Совета переименована в Старую Некрасовку[39]. Ликвидирована в период с 1960 года, когда ещё числилась в составе совета[40], по 1967 год, как село ещё Октябрьского сельсовета[2].
- Степановка — 45°13′45″ с. ш. 35°05′50″ в. д.HGЯO — располагалась примерно в 2 километрах к северу от современного села Надежда[47]. Ликвидирована с 1954 по 1960 год, поскольку в «Справочнике административно-территориального деления Крымской области на 15 июня 1960 года» селение уже не значилось[40] (согласно справочнику «Крымская область. Административно-территориальное деление на 1 января 1968 года» — в период с 1954 по 1968 год, как село Ильичёвского сельсовета[2]).